# Göran Johansson (Eisschnellläufer, 1958)
Per Göran Johansson (* 12. August 1958 in Rättvik) ist ein ehemaliger schwedischer Eisschnellläufer.

## Werdegang
Johansson, der für den CK Örnen aus Örnsköldsvik startete, wurde viermal schwedischer Meister im Sprint-Mehrkampf (1983, 1985, 1986, 1988) und errang bei schwedischen Meisterschaften im Jahr 1984 den dritten Platz im Sprint-Mehrkampf. International startete er erstmals in der Saison 1979/80 und nahm in den folgenden Jahren an sechs Sprintweltmeisterschaften (1982 in Alkmaar, 1983 in Helsinki, 1984 in Trondheim, 1985 in Heerenveen, 1986 in Karuizawa und 1987 in Québec) teil. Seine beste Platzierung dabei erreichte er im Jahr 1982 in Heerenveen mit dem 19. Platz. Sein Debüt im Eisschnelllauf-Weltcup hatte er zu Beginn der Saison 1985/86 in Trondheim. Dabei erreichte er mit zwei vierten Plätzen über 500 m sein bestes Ergebnis im Weltcup und kam mit fünf weiteren Top-Zehn-Platzierungen zum Saisonende auf den fünften Platz im Weltcup über 500 m. In seiner letzten Saison als aktiver Sportler 1987/88 belegte er bei der 3-Bahnen-Tournee in Inzell den dritten Platz im Sprint-Mehrkampf und bei den Olympischen Winterspielen in Calgary den 30. Platz über 1000 m sowie den 18. Rang über 500 m. Im Weltcup wurde er mit 12 Top-Zehn-Platzierungen Sechster im Weltcup über 1000 m sowie erneut Fünfter über 500 m. Dabei lief er in Inzell letztmals im Weltcup und erreichte dort nochmals den vierten Platz.

## Erfolge

### Olympische Spiele
- 1988 Calgary: 18. Platz 500 m, 30. Platz 1000 m

### Sprint-Weltmeisterschaften
- 1982 Alkmaar: 19. Platz Sprint-Mehrkampf
- 1983 Helsinki: 23. Platz Sprint-Mehrkampf
- 1984 Trondheim: 24. Platz Sprint-Mehrkampf
- 1985 Heerenveen: 29. Platz Sprint-Mehrkampf
- 1986 Karuizawa: 22. Platz Sprint-Mehrkampf
- 1987 Québec: 25. Platz Sprint-Mehrkampf

## Persönliche Bestleistungen
| Disziplin | Zeit        | Datum            | Ort     |
| --------- | ----------- | ---------------- | ------- |
| 500 m     | 37,56 s     | 31. Januar 1988  | Calgary |
| 1000 m    | 1:15,10 min | 6. Dezember 1987 | Calgary |
| 1500 m    | 1:59,72 min | 31. Januar 1988  | Calgary |
| 3000 m    | 4:24,73 min | 3. März 1983     | Inzell  |
| 5000 m    | 8:00,00 min | 9. Januar 1983   | Tromsø  |